# Discoverer 19
Discoverer 19 – amerykański satelita technologiczny. Stanowił część tajnego programu CORONA. Był obiektem testowym dla satelitów programu MIDAS, wykrywających starty rakiet balistycznych. Nie przenosił kapsuły powrotnej ani aparatów fotograficznych

## Bibliografia

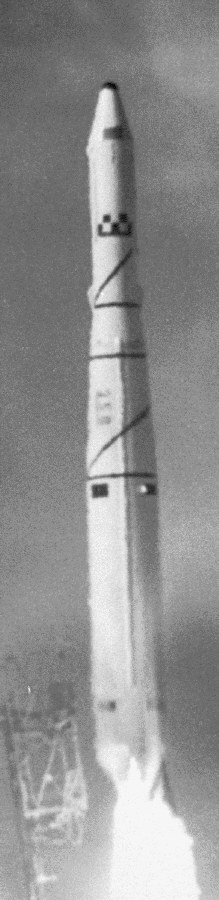
Start rakiety Thor Agena B z satelitą Discoverer 19